# Hans Georg Wunderlich

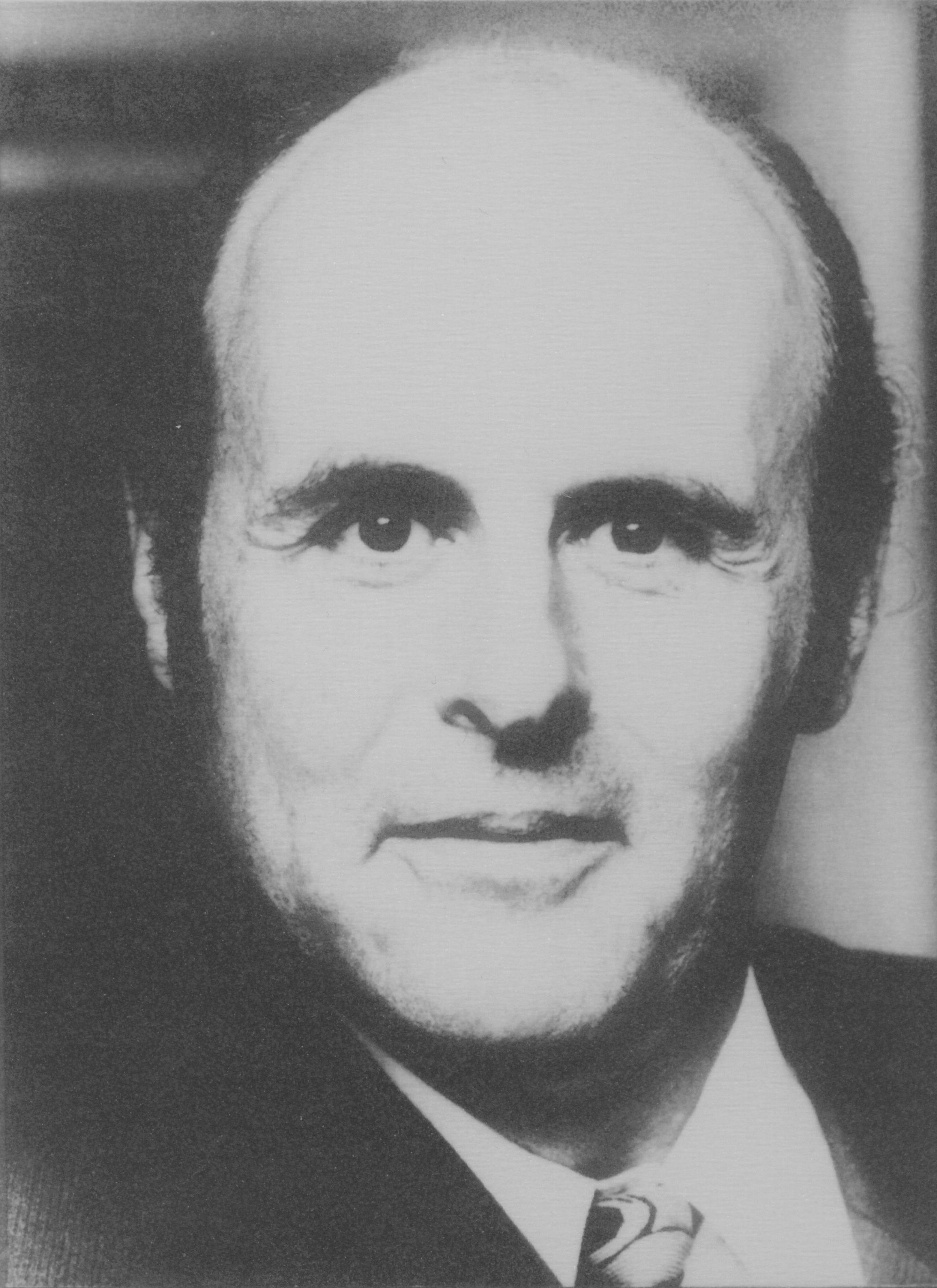
Hans-Georg Wunderlich (geólogo)

Hans Georg Wunderlich (Stuttgart, 19 de enero de 1928 - ibídem, 28 de mayo de 1974) fue un geólogo alemán.

## Vida y obra
Wunderlich estudió geología en Bonn y Gotinga,[cita requerida] en 1963 se convirtió en profesor en Gotinga y en 1970 fue profesor de Geología y Paleontología en Stuttgart.[cita requerida] Él fue el coordinador principal en el año 1969 para el programa prioritario de Geodinámica de la zona mediterránea de la Deutsche Forschungsgemeinschaft.[cita requerida]
Durante sus estudios geológicos en Creta centró su atención en el palacio de Knossos. No estaba de acuerdo con la teoría establecida de Sir Arthur Evans, que la cultura minoica fue muy tranquila, y en su lugar señaló a la evidencia de un pronunciado culto a los muertos de nuevo, al igual que la simultánea cultura de los egipcios del Imperio Antiguo.
En contribución ¿Dónde estaba el toro de Europa? (1972) analizó las excavaciones cretominoicas desde la perspectiva de la geología y señaló varias inconsistencias en las teorías de Evans, por ejemplo, como las bañeras son dispositivos designados para baño y totalmente inadecuadas debido a que su revestimiento era de un material soluble en agua y no hay presente un drenaje. Consideró conductos de ventilación a los pozos de luz.
Además, es poco probable que la excepción, que se encuentra en lo alto de tierra " palacios "y" villas "fueron habitadas de manera permanente, porque no hay suministro de agua garantizado; encontró la fuente, que no creyó lo suficientemente profunda y, por lo tanto, interpretarse como cisternas. 
Wunderlich cree, pues, que la población vivió en la llanura y los llamados palacios y mansiones  fueron templos funerarios.
La crítica de Wunderlich provocó una controversia científica prolongada, pero ahora es considerada como una opinión ajena y se mantiene en gran medida refutada.[cita requerida]

## Trabajos (cronológicamente)
- Tektonik und Metamorphose der Bündener Schiefer in der Umgebung des Gotthardmassivs (1957, mit W. Pleßmann)
- Aufbau und Altersverhältnis der Tektonik- und Metamorphose-Vorgängen in Bündenerschiefer Nordtessins und Graubündens (1958)
- Deckenbau, Faltung und Lineation in den Ligurischen Alpen und im angrenzenden Apennin (1958)
- Zur Tektonik und Metamorphose der Apuanischen Alpen (1960)
- Wesen und Ursachen der Gebirgsbildung (1966)
- Einführung in die Geologie (1968)
- Wohin der Stier Europa trug. Kretas Geheimnis und das Erwachen des Abendlandes (1972)
- Bau der Erde. Geologie der Kontinente und Meere, 2 Bände (1973-1975)
- Die Steinzeit ist noch nicht zu Ende. Eine Psycho-Archäologie des Menschen (1974)
- Das neue Bild der Erde. Faszinierende Entdeckungen der modernen Geologie (1975)